# آشور (مدينة)
آشور هي المدينة-الدولة التي أصبحت عاصمة المملكة الآشورية القديمة، اسمها القديم (بال تـِل) وشكلت مع نينوى وأربيل المنطقة النواة للممالك الآشورية المتعاقبة. كانت تقع على بعد 60 ميل جنوب مدينة الموصل حاليا بشمال العراق على ضفاف نهر دجلة . وكانت مدينة آشور العاصمة للمملكة الآشورية في شمال وادي الرافدين (العراق) سنة 2500 ق.م. إلا أن الملك آشور ناصربال الثاني (883-859 ق.م.) قام بنقل العاصمة شمالاً إلى مدينة كالح العراقية (نمرود حاليا). وسـقطت المدينة عام 612 ق.م تحت هجمات البابليين والميديين . ودمّرت مدنها الكبيرة.

## أعلام
- بوزور آشور الأول
- نينوس